# Upton Grey
Upton Grey – wieś i civil parish w Anglii, w hrabstwie Hampshire, w dystrykcie Basingstoke and Deane. Leży 33 km na północny wschód od miasta Winchester i 69 km na południowy zachód od Londynu.